# Parahyllisia annamensis
Parahyllisia annamensis är en skalbaggsart som beskrevs av Stefan von Breuning 1942. Parahyllisia annamensis ingår i släktet Parahyllisia och familjen långhorningar. Inga underarter finns listade i Catalogue of Life.